# Val Canali

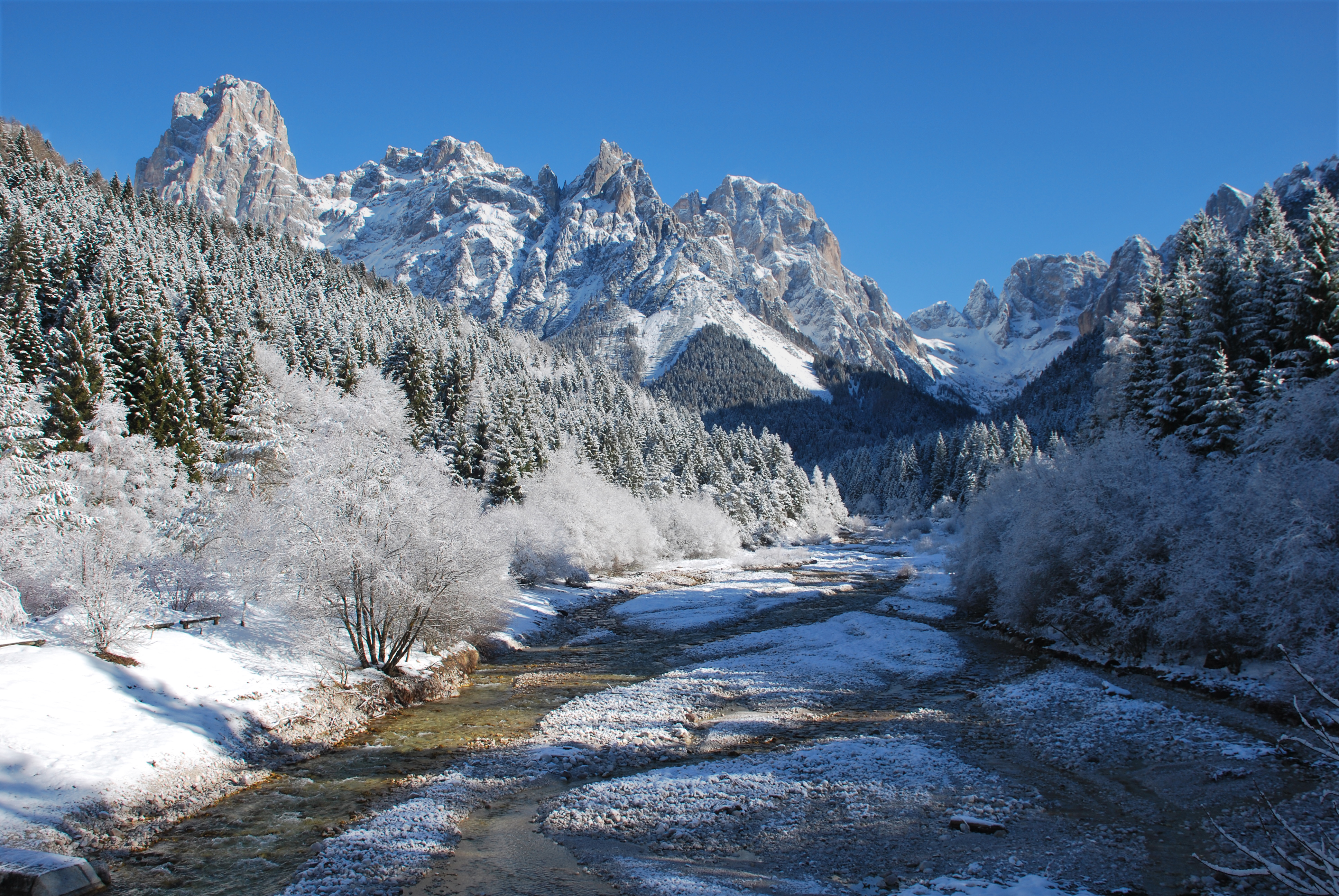
Val Canali in inverno

La Val Canali è una vallata alpina del Trentino orientale, posta nel comune di Primiero San Martino di Castrozza, comune di Tonadico prima dell'istituzione di questo, nella Valle di Primiero.

## Geografia fisica
Compresa tra i 1.000 e 2.900 metri di quota circa, raggiunti dalla cima Canali, ha un orientamento che va da circa nord-nord-est a sud-sud-ovest, dove confluisce nella valle del Cismon, ubicata nella parte meridionale del versante trentino delle Pale di San Martino, ed attraversata dall'omonimo torrente, che in località Sabbionade, riceve anche le acque del torrente Pradidali, che scorre nell'omonima valle laterale. Può essere considerata, per i suoi magnifici panorami, una delle valli più belle dell'intero panorama dolomitico. La parte alta della valle e le cime che le fanno da corona sono parte del Parco Naturale Paneveggio - Pale di San Martino.

## Ambiente

### Flora
La vegetazione è composta per la maggior parte da boschi di abete rosso, in alcuni luoghi misto all'abete bianco; alle quote più alte prevale il larice ed in alcuni luoghi è presente una buona quantità di faggio. Ai piedi delle pareti rocciose, in prossimità dei ghiaioni è presente il pino mugo. In prossimità dei masi ci sono ampi prati a sfalcio.

### Fauna
Nella valle sono presenti in buona quantità il camoscio, il cervo, il capriolo, e lo scoiattolo, i primi soprattutto ai piedi delle montagne. Più rare da incontrare sono la lepre, la volpe e l'aquila reale, quest'ultima presente sulle cime.

## Storia

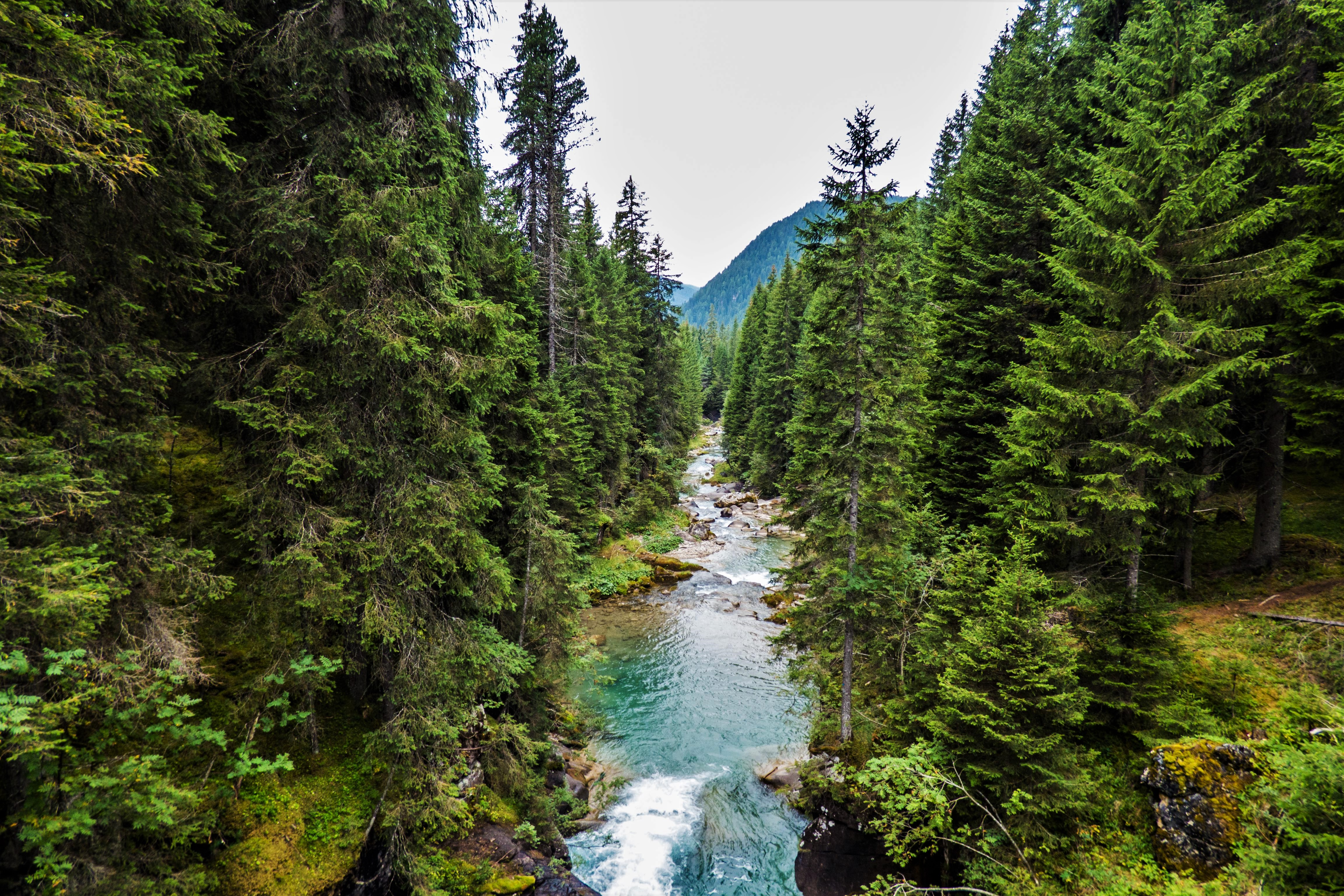
Parco naturale Paneveggio - Pale di San Martino

La valle è sempre stata sfruttata dalla popolazione locale per il pascolo del bestiame, in primavera ed in autunno, e per la fienagione d'estate. Le foreste della zona fornivano il legname che poi veniva avviato verso il Veneto tramite la fluitazione (i tronchi arrivavano a destinazione trasportati da torrenti e fiumi). Nel 1369 l'area del Primiero entra a far parte dell'Impero d'Austria e alcune zone della Val Canali passano di proprietà del conte Welsperg, che governava la zona. A seguito della prima guerra mondiale l'intero Trentino passerà all'Italia. 
Negli ultimi cinquant'anni l'area è stata caratterizzata da un forte impulso turistico, che ha portato alla costruzione di diversi ristoranti, agriturismo ed alla miglioria della viabilità.

## Turismo
All'imbocco della valle sono visibili le rovine del Castel Pietra, abbarbicate su un grosso masso erratico. Il castello fu abitato dalla famiglia Welsperg fino a quando un incendio non lo distrusse nel Seicento. La sua funzione era di controllare la strada verso il Passo Cereda. 
Poco più avanti il Lago Welsperg e, ai bordi di un vasto prato è visibile Villa Welsperg, costruita nell'Ottocento e recentemente ristrutturata per ospitare la sede del Parco Naturale Paneveggio-Pale di San Martino. Nella stagione estiva ospita interessanti mostre e spettacoli riguardanti la natura e le tradizioni del Primiero.